# Kōza
Le groupe Kōza (講座派, Kōza ha) est un groupe d'historiens marxistes japonais actifs à partir des années 1920.
Il compte dans ses rangs des universitaires comme Moritarō Yamada, Eitaro Noro (en), Hattori Shisō (ja), Hani Gorō (ja), ou Hirano Yoshitarō (ja). Analyse du capitalisme japonais publié en 1932-1933 fait partie des travaux les plus notables de ce groupe.
Il se démarque à la même époque d'une autre école marxiste, dite Rōnō, sur l'analyse portée sur la révolution de Meiji. Le groupe Kōza ne voit dans le régime de Meiji qu'une évolution de l'absolutisme, basé sur une économie semi-féodale encore archaïque, alors que le groupe Rōnō y voit une révolution bourgeoise et place donc le Japon dans une dynamique comparable à ce que connaissent d'autres pays développés.
Comme d'autres universitaires de l'époque, plusieurs membres du groupe sont inquiétés par la montée du militarisme au Japon, dont Eitaro Noro (en) qui est arrêté et torturé à mort en 1934.